# Pere Calders i Rossinyol
Pere Calders i Rossinyol (Barcelona, 29 de setembre de 1912 - 21 de juliol de 1994) va ser un escriptor, periodista i dibuixant català, conegut sobretot per la seva faceta de contista. Al llarg de la seva vida va rebre, entre altres guardons, la Creu de Sant Jordi de 1982 i el Premi d'Honor de les Lletres Catalanes de 1986. A més de contes, Calders també va escriure diverses novel·les i articles periodístics en algunes de les publicacions més importants de Catalunya. Els seus escrits destacaven per ser irònics i de vegades fantasiosos. Com a dibuixant, va arribar a dirigir L'Esquella de la Torratxa, juntament amb el seu amic Tísner.
Després de la Guerra Civil espanyola, on Calders va combatre pel bàndol republicà, es va exiliar a Mèxic i hi va viure vint-i-tres anys. Amb els contes escrits durant els seus primers anys d'exili va confeccionar un recull anomenat Cròniques de la veritat oculta, el seu llibre més conegut, amb el qual va guanyar el Premi Víctor Català de 1954. Calders, però, no va esdevenir realment popular fins a l'any 1978 amb l'estrena d'Antaviana, una obra de teatre de Dagoll Dagom basada en contes de l'autor. Arran de l'èxit d'Antaviana es van reeditar molts dels seus llibres i es va traduir la seva obra a quinze llengües diferents. L'any 1992 la Universitat Autònoma de Barcelona el va investir Doctor honoris causa.
| «                                                                                        | —Per què vàreu començar a escriure? —Perquè tenia el cap ple d'històries. En principi, les escrivia per explicar-me-les a mi mateix, tot posant-les en net. De moment, no comptava amb l'opinió dels altres. Jo tot sol era empresari i públic. Però mentiria si no confessés que quan algú, un amic, em va dir que de tant en tant l'encertava, em vaig sentir molt afalagat. En alguna ocasió, he dit que envejo els escriptors per als quals, segons afirmen ells, el fet d'escriure els representa sofrir; em sembla un símbol de la transcendència del seu treball. M'avergonyeix de confessar que a mi em passa al revés, que sofreixo quan no puc escriure. I que em diverteixo molt quan ho faig. | » |
| — Pere Calders a Lluís Busquets i Grabulosa, Pere Calders, contista, burleta i divertit. | |   |

## Biografia
Pere Calders i Rossinyol va néixer a Barcelona el 29 de setembre de 1912, al carrer de Rosselló número 274, al districte de l'Eixample. Va ser l'únic fill del matrimoni format per Vicenç Caldés Arús, un grafista i escriptor que havia escrit algunes novel·les i obres de teatre, i Teresa Rusiñol Roviralta. Tots dos pares eren catalans d'origen pagès que s'havien traslladat a Barcelona poc després de casar-se i, per tant, l'educació de Calders es va desenvolupar dins d'una atmosfera catalana. Quan va néixer, el seu pare el va inscriure al registre com a Pedro de Alcántara Caldés y Rusiñol, i no va normalitzar el seu nom i cognoms fins al 1936. Poc després que Calders nasqués, es van traslladar a viure al barri del Clot de Barcelona. Al llarg de la seva infància va fer llargues estades a Can Maurí, una propietat familiar situada entre els municipis de Polinyà, Sabadell i Sentmenat. Aquelles estades van influir molt en l'obra literària de Calders perquè, en fer-se fosc, la família es reunia al voltant de la llar de foc i hi explicaven contes i històries.
Quan encara no anava al col·legi, la seva mare li va ensenyar a llegir. Mentre vivien a Clot, Calders va estudiar a l'Escola Sant Pere Claver que estava regentada per jesuïtes i, el 1920, coincidint amb un altre trasllat de casa al carrer de Balmes, el van matricular a l'Escola Mossèn Cinto, on també estudiava Avel·lí Artís i Gener (Tísner), el filòleg Joan Coromines i Ricard Boadella. Allí feien fer als alumnes uns exercicis de redacció de forma regular on havien d'explicar el que volguessin, i alguns d'aquells exercicis es van convertir en contes publicats més tard, com ara el que dona títol al seu primer recull, El primer arlequí. L'escola, però, va ser clausurada l'any 1923, acusada de separatisme. Després, el director de l'escola, Josep Parunella, va continuar impartint classe a l'Acadèmia Reixach. Calders hi va anar a estudiar i hi va continuar rebent classes de redacció per Parunella.

### Joventut
Entre 1929 i 1934 va estudiar a Llotja, l'Escola Superior de Belles Arts, on va tornar a coincidir amb Tísner i hi va tenir professors com el pintor Ramon Calsina. Allí va conèixer a Mercè Casals, amb qui es casaria més endavant
Mentre estudiava a Llotja va treballar com a aprenent amb un publicista txec anomenat Karel Černý. El 1930 va fundar un estudi de disseny gràfic amb dos companys de classe, l'Estudi CCC. El 1933 va entrar a treballar al Diario Mercantil, on també treballava Tísner, com a redactor. Allí va publicar els seus primers articles i també hi va dibuixar il·lustracions per acompanyar articles i poemes. Aquell mateix any el diari va tancar i el seu director, Josep Janés i Olivé, va fundar un altre diari anomenat Avui, on Calders va passar a publicar una columna periòdica. El disseny del diari i de la capçalera era de Calders. Va ser en aquest diari on va publicar per primer cop un conte. Aquell diari, però, no va durar gaire temps i va acabar tancant.
El 1934, quan es van produir els Fets del sis d'octubre, Calders formava part de Palestra, una organització en paraules seves: «especial, una mica política, una mica educativa, de centre excursionista». Els diumenges feien instrucció militar amb canyes i bastons que simulaven fusells. El 6 d'octubre els van donar fusells als joves de l'organització, entre ells Calders, que no els sabia fer anar, i els van distribuir en grups. El de Calders el van enviar al Teatre Coliseum on van passar la nit. Allí sentien trets però no sabien ben bé què passava, fins que Josep Maria Batista i Roca va pujar a l'escenari a la matinada i els va dir que tot s'havia perdut i que podien marxar.
El 4 de novembre de 1935 es va casar amb Mercè Casals i el 31 de juliol de 1936 va néixer el primer i únic fill d'aquest matrimoni, Joan Caldés i Casals. Al juny d'aquell mateix any, Josep Janés va publicar a Calders el seu primer llibre, El primer arlequí, un recull format per vuit contes, dins de la col·lecció Quaderns Literaris. El desembre del 1936, Josep Janés va publicar, també dins de Quaderns Literaris, la primera novel·la de Calders, La glòria del doctor Larén.

#### Guerra Civil

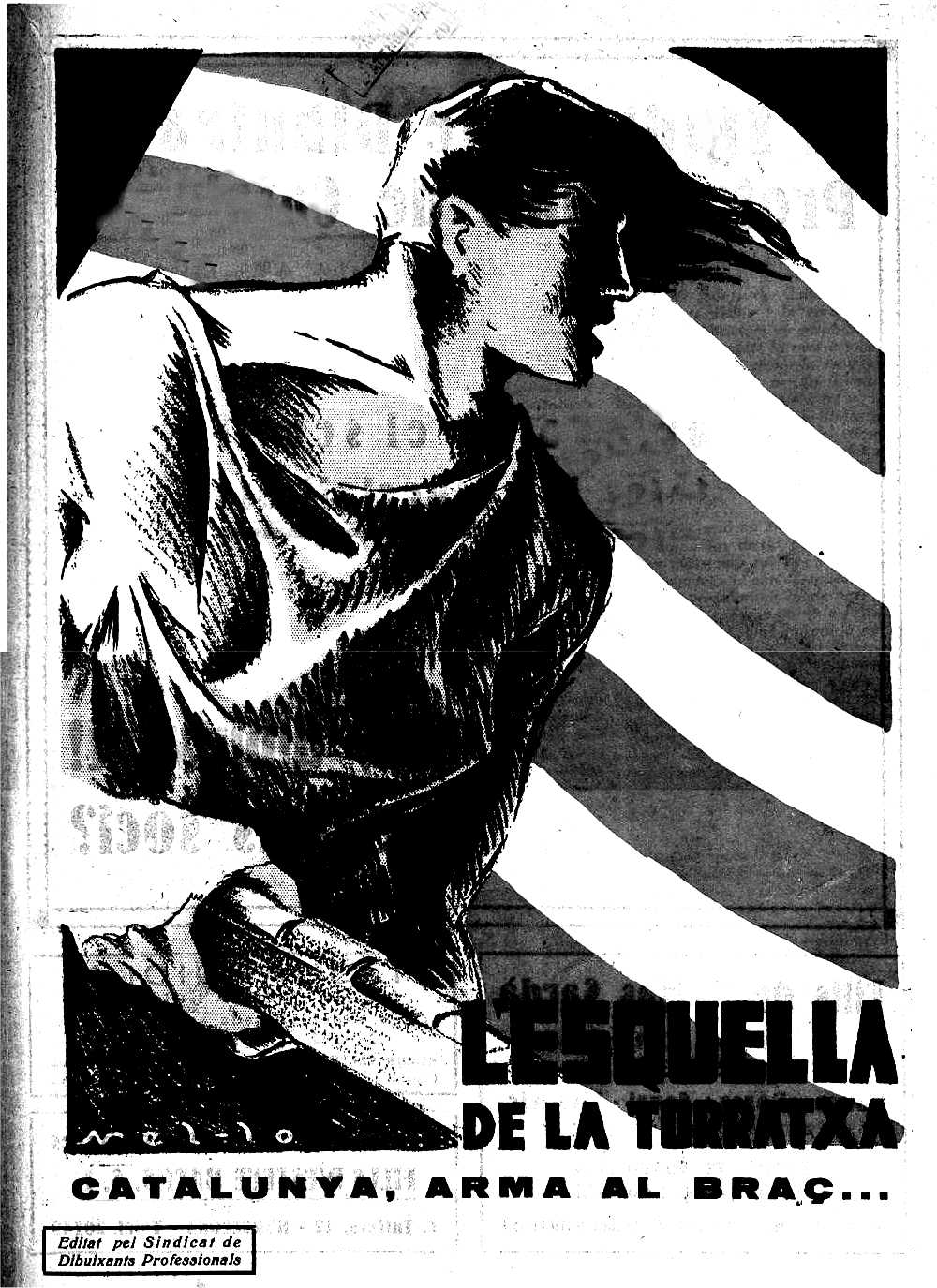
Pere Calders va dirigir amb Tísner L'Esquella de la Torratxa durant la Guerra Civil.

L'any 1936, abans de començar la Guerra Civil espanyola, Calders militava a les joventuts d'Acció Catalana. Amb l'inici de la guerra i la creació del PSUC, Calders va passar a militar en aquest partit perquè, entre altres motius, duia com a base del seu programa l'autodeterminació.
L'octubre del 1936 es va produir el rellançament de la revista L'Esquella de la Torratxa i Calders i Tísner es van encarregar de la seva direcció en aquesta nova etapa. Durant aquella època, també va treballar per la publicació Mirador, on va publicar el conte Les mans del taumaturg, que posteriorment seria recollit en el llibre Cròniques de la veritat oculta, i també treballava fent dibuixos pel Diari de Barcelona.
A la fi de 1937 es va inscriure com a voluntari de l'exèrcit republicà, pel cos de carrabiners, on el van nomenar tècnic cartògraf. Amb l'inici de la batalla de Terol, la seva unitat cartogràfica va ser mobilitzada fins allí. Aquell mateix any va presentar la novel·la inèdita La cèl·lula al Premi Joan Crexells de narrativa que va acabar guanyant Mercè Rodoreda amb la seva novel·la Aloma. La cèl·lula es va perdre en el seu viatge de retorn de l'exili. De la seva experiència a la guerra en va escriure la novel·la Unitats de xoc, publicada l'any 1938 per l'Editorial Forja. El 1938 també va escriure la novel·la Gaeli i l'home Déu, que no va ser publicada fins al 1986, i la va presentar al Premi Joan Crexells de narrativa de 1938, però tampoc va guanyar.

### Exili

#### França
El 10 de febrer de 1939 Calders va marxar cap a França i va deixar la seva dona i el seu fill a Barcelona. El pas fins a França el va fer el dia 10 de febrer, creuà el Coll d'Ares i va anar a Prats de Molló i la Presta. Allí el van tancar en un camp de concentració. Calders i quatre companys més, entre els quals hi havia Tísner i el seu cunyat, Enric Clusellas, van aconseguir escapar i van fugir a Tolosa, on hi havia el Comitè Universitari d'Ajut als Refugiats que oferien protecció a intel·lectuals. Allí li van donar uns impresos per escollir a quin país voldrien anar en el cas que calgués marxar de França i Calders va escollir Mèxic. Durant un temps va viure allí amb Tísner i part de la seva família, entre els quals hi havia la seva futura esposa, Rosa Artís i Gener. El 2 d'abril de 1939 va marxar cap a Roissy-en-Brie on va coincidir amb altres intel·lectuals de l'època, com ara Mercè Rodoreda, Francesc Trabal, Armand Obiols, Cèsar August Jordana i Xavier Benguerel. Amb aquest últim hi va establir una amistat que va durar fins a la seva mort. Finalment, el 4 de juliol de 1939 va marxar cap a Mèxic, on ja hi era Tísner, a bord del vaixell Mexique que va salpar de Bordeus. Poc després de marxar, la seva dona, Mercè Casals, va arribar a Roissy-en-Brie i, quan va veure que Calders ja havia marxat, se'n va anar també cap a Mèxic, ignorant que Calders havia escrit diverses cartes d'amor a Rosa Artís, de qui n'estava enamorat però mai va casar-se.
| «              | Em veig obligat a fugir de tot el que estimo i tinc tanta ràbia i tanta pena que ploro amb els ulls ben secs i no em doldria gens morir-me. | » |
| — Pere Calders | |   |

#### Mèxic
El 27 de juliol de 1939 va arribar al port de Veracruz. Durant el viatge, Calders va formar part del diari de bord. Des de Veracruz va anar a Ciutat de Mèxic. Calders duia una carta de recomanació escrita per Francesc Trabal adreçada a Josep Carner i una altra d'Armand Obiols dirigida al seu germà. Allí es va reunir primer amb el germà d'Obiols, però no li va poder oferir feina perquè el seu soci li acabava de robar els diners de la seva empresa. Després es va reunir amb Carner i, gràcies a ell, just en arribar a Mèxic va poder publicar tres contes seus a canvi de 240 pesos, que en aquell temps permetien viure durant uns tres mesos. Carner també li va donar una carta de recomanació per l'Editorial Atlante on va entrar a treballar més tard. Allí també es va retrobar amb el seu amic Tísner. A la fi de 1939, Mercè Casals va arribar a Mèxic i es va reunir amb Calders. Ell i la seva dona van estar vivint junts tot i que Calders ja havia declarat el seu amor a Rosa Artís i ja festejaven.
L'octubre de 1941 va començar a col·laborar a Full Català, on va publicar alguns contes com Raspall. Amb els relats publicats durant aquell temps que duia a l'exili recollits a Memòries especials, Calders va guanyar el Premi Concepció Rabell de narrativa en els Jocs Florals de la Llengua Catalana celebrats a Mèxic el 3 de maig de 1942. Durant una època va anar a treballar amb Tísner a Publicistas Mexicanos, S.A. a fer de fotògraf, cobrant un peso per treball. L'any 1943 va entrar a treballar a UTEHA (Unión Tipográfica Editorial Hispanoamericana) com a grafista i dibuixant tècnic i hi va estar treballant fins que se'n va tornar a Barcelona. Al llarg del seu exili també va col·laborar amb diverses publicacions com La Revista dels catalans a Amèrica, Quaderns de l'Exili, Revista de Catalunya, Lletres, La Nostra Revista i Pont Blau, entre d'altres. El 22 de juliol del 1943 va rebre el divorci després d'haver-lo sol·licitat dos anys enrere i, aquell mateix dia, es va casar amb Rosa Artís.
El 5 de maig de 1947 va néixer el primer fill del seu segon matrimoni, Raimon Calders i Artís. Just després d'aquest naixement es van traslladar a Chapultepec. Aquell mateix any, per petició de Josep Carner i de Pompeu Fabra, va publicar el conte La ratlla i el desig a la Revista de Catalunya. Amb aquest mateix conte va guanyar un dels premis dels Jocs Florals de la Llengua Catalana de 1948. El 1949 va néixer la segona filla del matrimoni, Glòria Calders i Artís i, un any després, va néixer la seva tercera filla, Tessa Calders i Artís. En aquella època Calders havia decidit llevar-se cada dia a dos quarts de cinc del matí per dedicar dues hores i mitja a escriure. Als inicis dels anys 50, Joan Triadú el va instar a fer un recull dels diferents contes que havia anat escrivint a l'exili. Aquells contes formarien el llibre Cròniques de la veritat oculta. Calders els va anar enviant a Catalunya, on el seu pare, amb qui va mantenir una intensa relació epistolar al llarg de tot l'exili, els va passar a màquina i els va presentar al Premi Víctor Català de 1954. El llibre va guanyar el premi i va ser publicat el 1955 per l'Editorial Selecta. L'aparició de Cròniques de la veritat oculta va ser un èxit i va fer que la crítica considerés Pere Calders com un dels grans contistes catalans. Entre 1954 i 1955 va escriure la novel·la Ronda naval sota la boira. Aquesta la va enviar al Premi Joanot Martorell del 1957 però va guanyar Blai Bonet amb la seva obra El mar. El 1957 també va publicar Gent de l'alta vall, un recull de contes de temàtica mexicana. També havia escrit la novel·la curta Aquí descansa Nevares, però no va ser publicada fins al 1967. Al pròleg d'Aquí descansa Nevares, Calders fa referència a la seva experiència a l'exili:
| «                                               | He passat la meitat de la meva vida a Catalunya i l'altra meitat a Mèxic. […] He vist més indis de muntanya que no pas pescadors mediterranis. Això, per a un català, és molt gros. Un fenomen així no es deu gairebé mai a causes banals i la que ens va empènyer a mi i als meus fou un daltabaix famosíssim, del qual encara no em sé avenir. | » |
| — Pere Calders, Pròleg a Aquí descansa Nevares. | |   |

El 1959 es va editar un nou recull format per set contes de Calders titulat Demà, a les tres de la matinada. El 1960 va tornar a presentar sota pseudònim i amb un altre títol la novel·la Ronda naval sota la boira al Premi Sant Jordi de novel·la, que anteriorment era conegut com a Premi Joanot Martorell, però tampoc va guanyar sinó que ho va fer Enric Massó i Urgellès amb la seva novel·la Viure no és fàcil. Aquell any Mercè Rodoreda també s'havia presentat al Premi Sant Jordi de novel·la amb La plaça del Diamant.

### Retorn i vida a Barcelona
Calders mai es va integrar del tot a Mèxic i sempre pensava a tornar a Catalunya. A més a més, creia que quan algun fill d'exiliat tenia més de quinze anys, s'estimava més viure allà on havia nascut que no pas a la terra dels seus pares, per això el 1962, l'any que el seu fill Raimon va fer 15 anys, va decidir tornar a Barcelona abans que els seus fills ja no hi volguessin anar. El febrer d'aquell any el seu pare li va enviar una carta dient-li que se'n tornés cap a Espanya i que aconseguís tants diners com li fos possible:
| «                                                                                           | Pere estimat: Comença tot seguit les gestions necessàries per a obtenir els papers de sortida de Mèxic i d'entrada a Espanya. No t'hi pensis més. Per depressa que portis els tràmits, duraràn més temps del què voldriem. […] El què has de fer, mentrestant, es recollir tot el què puguis, estalviar amb el pensament posat en el futur que us espera a Catalunya. Fes diners de tota cosa que no et sigui indispensable, respectant, però l'equip de treball i roba. Cal que portis l'equip fotogràfic i eines de dibuix i material que puguis, que aqui et costaria tot un ull de la cara. […] La pena per nosaltres -meva i de la mare- és no poguer oferir-te l'ajut econòmic que voldriem. Ha passat el temps de les vaques grasses i se m'han multiplicat les obligacions. (sic) | » |
| — Vicenç Caldés Arús, Extracte d'una carta a Pere Calders (Barcelona, 1 de febrer de 1962). | |   |

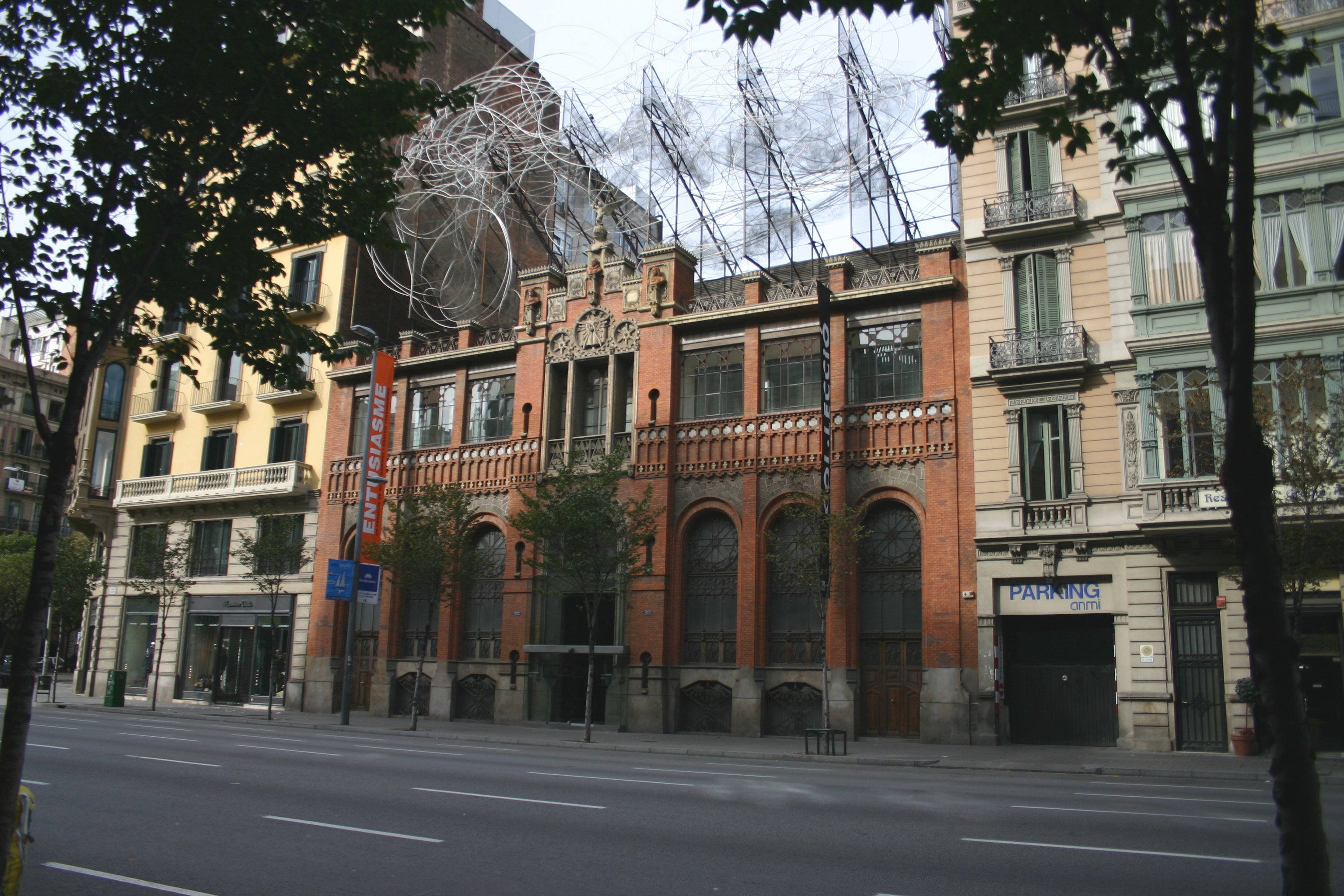
Un cop a Barcelona, Calders va treballar a l'Editorial Montaner i Simón fins que es va jubilar.

El 8 d'octubre de 1962 tota la família Calders-Artís va embarcar al vaixell Covadonga amb destí Bilbao. Durant el viatge de retorn, la família va poder visitar l'Havana i Nova York. Finalment, el 7 de novembre, el vaixell va arribar a Bilbao on els esperava el pare de Calders, qui va conèixer la seva nora i va poder veure per primer cop els seus tres nets. Des d'allí van agafar un tren per anar a Barcelona i en aquest trajecte es creu que es va perdre un bagul que contenia la novel·la inèdita La cèl·lula, que tractava sobre la història d'una cèl·lula del PSUC. Un cop a Catalunya, se'n van anar a viure a un pis de Sant Cugat del Vallès que els havien aconseguit els pares de Calders. Al principi del seu retorn a Catalunya, Calders feia feines que li donava el seu pare a Can Sirven i també treballava per a l'Editorial Vergara. El 1963, gràcies al fet que la seva antiga empresa, UTEHA, havia comprat l'Editorial Montaner i Simón, el van nomenar gerent de producció. Aquell mateix any va presentar l'última novel·la que havia escrit, L'ombra de l'atzavara, al Premi Sant Jordi de 1963, premi que va acabar guanyant. El premi estava dotat de 150.000 pessetes i el jurat del premi estava format per Maurici Serrahima, Joan Petit, Josep M. Llompart, Tomàs Garcés i Joan Triadú. Aquell mateix any 1963 va començar a publicar articles a la revista Serra d'Or gràcies a Joan Triadú.
Amb la família ja establerta a Catalunya i sent econòmicament estables, es van traslladar a viure a Barcelona al número 91-93 del carrer de Borrell. A partir de 1964 van començar a estiuejar a Llançà. Aquell mateix any va publicar una biografia de Josep Carner a l'Editorial Alcides. Durant aquella època col·laborava en diferents publicacions com Cavall Fort i Tele-Estel. El 1966 va publicar, finalment, la novel·la Ronda naval sota la boira per l'Editorial Selecta. El 1967 Alfaguara va editar la novel·la curta Aquí descansa Nevares, que havia quedat fora del recull Gent de l'alta vall en la seva primera edició. El 1968, un antic conegut de Calders, Felipe Cid, que acabava d'engegar una editorial, va decidir publicar un llibre amb tots els contes de Calders. Així va ser com el 1968 es va publicar Tots els contes, que inclou 68 contes de calders, 15 dels quals inèdits fins al moment. Amb aquest llibre va rebre l'any 1969 el Premi Crítica Serra d'Or. Aquell mateix any va morir el seu pare suposant un gran trasbals per Calders.
El 1975 va començar a col·laborar amb la revista Canigó i també va publicar alguns contes a la revista Els Marges. El 1976 va aparèixer el diari Avui després de la mort de Franco i Calders hi va col·laborar des del quart número fins poc abans de la seva mort. Totes aquestes col·laboracions van ser recollides i editades en dos llibres: El desordre públic (1985) i Mesures, prodigis i alarmes (1994). El 1977 va morir la seva mare.

#### Reconeixement popular
El 16 de setembre de 1978 va tenir lloc la preestrena d'Antaviana, una obra de teatre musical de la companyia Dagoll Dagom, basada en texts de Pere Calders i amb música i cançons de Jaume Sisa. La preestrena es realitzà a la Sala Villarroel, plena de socis i simpatitzants del Cercle Catòlic, i va ser tot un èxit, amb grans ovacions pel públic assistent. L'estrena oficial de l'espectacle va ser el 27 de setembre i va estar en cartell tres setmanes, després va iniciar una gira per Catalunya i València. L'espectacle va ser tot un èxit de crítica i públic i va disparar la popularitat de les obres de Calders. El 1979 l'obra va arribar al Teatre Romea i, a l'abril d'aquell mateix any, es va estrenar una versió en castellà al Teatro Moratín de Madrid, també amb molt d'èxit. El 1980 Dagoll Dagom va sortir de gira per Espanya i també va anar a França, Itàlia i Suïssa. Es calcula que un total de 200.000 persones van arribar a veure l'obra.
Mentre durava l'èxit d'Antaviana, el novembre de 1978 es va publicar Invasió subtil i altres contes en la col·lecció Antologia Catalana d'Edicions 62. El llibre va tenir molt d'èxit i, l'any 1979, va rebre el Premi Lletra d'Or i el Premi Crítica Serra d'Or de narrativa. Edicions 62 va decidir reeditar alguns dels llibres escrits per Calders. Entre aquestes reedicions en destaca la del conte Raspall, inclòs a Cròniques de la veritat oculta. La reedició d'aquest conte infantil es va fer amb il·lustracions de Carme Solé i va guanyar Premi Serra d'Or al millor llibre infantil il·lustrat de 1982. Durant aquell temps es tradueix l'obra de Calders en altres idiomes com el castellà, holandès, alemany, gallec, eusquera i fins i tot japonès, entre d'altres.
L'any 1982, amb la institució de la Creu de Sant Jordi pel govern de Pujol, es premia Pere Calders: «per haver enriquit la literatura catalana amb una obra de molt alta qualitat la qual, amb la combinació de la fantasia i l'humor, sovint satíric, assoleix un extraordinari to líric». L'any 1983 va publicar Tot s'aprofita, un recull format per 24 contes llargs, 10 de breus i una narració escrita a Mèxic. El llibre va rebre un dels III Premis Literaris de la Generalitat de Catalunya i també un Premi Crítica Serra d'Or. El 1984 l'Editorial Laia va publicar un nou recull de contes titulat De teves a meves: trenta-dos contes que acaben més o menys bé. També es va publicar aquell mateix any per Edicions 62 Tria personal, un llibre format per 28 contes de Calders. El 1985 es va reestrenar Antaviana al Teatre Condal i la van veure unes 90.000 persones. L'any 1986 va rebre el Premi d'Honor de les Lletres Catalanes. Després de rebre aquest premi, el PEN català va presentar 3 candidats al Premi Nobel de Literatura: Baltasar Porcel, Miquel Àngel Riera i Pere Calders. L'any 1986 es va publicar la novel·la Gaeli i l'home Déu, l'obra que havia escrit enmig de la Guerra Civil, i va guanyar el Premi Crexells de l'Ateneu Barcelonès. L'any 1987 va publicar El barret fort i altres inèdits, també per Editorial 62. El 1990 va iniciar una sèrie de col·laboracions amb la revista El Temps, on va seguir publicant fins poc abans de la seva mort. El 1991, amb recull i comentaris de Lluís Solà i Dachs, va sortir el llibre Dibuixos de guerra. Kalders i Tísner, amb les il·lustracions publicades a L'Esquella de la Torratxa. Aquell mateix any, Calders va començar a trobar-se malament i els metges li van diagnosticar un càncer de pròstata, tot i que la família li va dir que es tractava d'una osteopatia.
El 27 de maig de 1992 el van investir Doctor honoris causa per la Universitat Autònoma de Barcelona. Aquell mateix any va rebre el reconeixement de la seva ciutat que el va condecorar amb la Medalla d'Or al Mèrit Artístic de la Ciutat de Barcelona. Calders havia mostrat diverses vegades la seva estima per la ciutat de Barcelona.
| «                                 | Em consta que, en general, les persones ens enamorem del lloc on hem nascut. Amb un d'aquells amors tan forts que t'inclinen a passar per alt -o a fer els ulls grossos- fins i tot tot (sic) pel que fa als inconvenients i als defectes. Jo vaig néixer a Barcelona, i me l'estimo. […] I l'he enyorada molt, en el curs d'un llarg exili. […] Passejar i badar és un dels dons (o dos alhora) a l'abast dels barcelonins. Es poden triar rutes ciutadanes absolutament distintes, d'acord amb els estats d'esperit de cadascú o de cada dia. Barcelona ofereix un ventall d'opcions d'una varietat inesgotable. | » |
| — Pere Calders, Viure a Barcelona | |   |

L'octubre de 1992 va publicar el que seria el seu últim recull de contes, L'honor a la deriva, que no incloïa cap narració inèdita. L'any següent va rebre el Premi Nacional de Periodisme per l'article titulat Sense carta de navegar, publicat al diari Avui. Calders cada cop es trobava pitjor de salut i a mitjan 1994 va deixar de publicar a l'Avui i a El Temps. El 10 de juny d'aquell any el van traslladar a casa de la seva filla Tessa per poder ser atès millor.

#### Mort
Pere Calders i Rossinyol va morir el 21 de juliol de 1994, a 81 anys, al llit de casa de la seva filla Teresa. La notícia de la seva mort va ser portada l'endemà al diari Avui i tots els mitjans de comunicació catalans en van fer ressò. La capella ardent fou instal·lada al vestíbul de la seu de la Institució de les Lletres Catalanes, a la Casa Amatller. El matí del 23 de juliol es va celebrar a l'església Pompeia un funeral obert a tothom, on van assistir diverses personalitats polítiques del moment com Pasqual Maragall, alcalde de Barcelona, o Joan Guitart i Agell, conseller de Cultura. Després es va celebrar un acte íntim al cementiri de Collserola on el seu cos va ser incinerat. Les cendres es van dipositar en el monument erigit a Pere Calders al passeig marítim de Llançà.
| «                                                            | Aleshores jo, sense el pes de la carn, em sentiré deslligat de mans. I, si finalment resulta que n'hi ha, hi aniré al cel, on passaré una llarga temporada. | » |
| — Pere Calders, La fi dins de Cròniques de la veritat oculta | |   |

## Estil
Pere Calders és conegut sobretot per les seves narracions curtes, que han rebut molta més atenció per la crítica i del públic que no pas les seves novel·les. Els contes de Calders han estat descrits com a humorístics, irònics, fantasiosos i absurds, i alguns els han emmarcat dins del realisme màgic, un estil poc vist en aquella època i que reflecteix idees fantàstiques o irreals en un món quotidià.
En bona part dels seus contes, i sobretot en les seves primeres narracions, Calders mostra una predilecció per l'estrany. En aquests contes es produeixen fets inversemblants i fantàstics que interaccionen amb el protagonista de la narració i que, en molts casos, actuen com a catalitzadors de la història. Però cal remarcar que l'exaltació de l'element màgic o sobrenatural no és el propòsit creatiu de Calders, com ho pot ser en la literatura fantàstica. Una tendència que es pot observar en les seves narracions fantasioses és que els seus protagonistes, tot i que de vegades es queixen davant d'aquests fets fantàstics, els solen acabar acceptant amb molta naturalitat i, els que no ho fan així, són ridiculitzats pels altres personatges de la història, que entenen aquells fets com d'allò més naturals. Un exemple d'això es pot veure al conte L'any de la meva gràcia, on el protagonista de la història un dia descobreix de sobte que, passant la seva mà pel rostre sense pintar de nines de fusta, les hi pot pintar el rostre amb un realisme extraordinari i, no només accepta aquest poder que se li ha estat atorgat, sinó que fins i tot mostra el seu malestar perquè creu que el poder rebut és molt modest i poc útil. Segons Amanda Bath, els contes de Calders es poden equiparar amb Borges, Cortázar o García Márquez com a exponent igual de talentós dins del gènere del realisme màgic.
Però no tots els contes de Calders són fantasiosos. N'hi ha molts que no contenen cap element fantàstic en els quals Calders juga amb el lector mostrant-li una cosa però dient-li una altra. En aquestes narracions es presenta al lector una realitat que divergeix completament del que explica el narrador i solen mostrar l'humor i l'enginy de Calders a l'hora d'escriure. De vegades, aquesta contraposició entre realitat i aparença genera dubtes al lector sobre què ha succeït veritablement, com per exemple a Invasió subtil, on el narrador està plenament convençut que està dinant amb un japonès que es fa passar per català, tot i que aquesta interpretació contradiu completament el que es llegeix al text. O a Vinc per donar fe, on el narrador diu que hi ha un vampir al poble i de sobte es troba a la seva cosina inconscient al carrer, a qui mata creient que és una vampiressa, tot i que en el text se'ns explica que era una dona que es desmaiava sovint, generant el dubte de si realment s'havia convertit en vampiressa o no. Malgrat no haver-hi cap justificació al text, es provoca l'especulació sobre la possibilitat que el narrador tingui raó. Es produeix un contrast entre la realitat i l'aparença.
Calders també va escriure 5 contes i una novel·la curta que es desmarquen de les altres perquè mostren una temàtica i influència mexicana. En aquestes narracions es descriuen els protagonistes mexicans amb hàbits de comportament i tendències psicològiques similars a les descrites per l'antropòleg estatunidenc Oscar Lewis, que Calders havia llegit. En algunes d'aquestes narracions també es pot observar l'actitud dels mexicans davant la mort i el culte a la mort que professen. Aquestes narracions també són diferents de les altres perquè tenen un to més realista i menys fantasiós.

### Elements típics en la seva obra
Una de les persones que més ha estudiat l'obra de Pere Calders és Joan Melcion, qui ha identificat una sèrie d'elements que són típics en l'obra de Calders. En el seu univers literari, la casa és un símbol de seguretat i d'ordre que sovint apareix a l'inici de les seves narracions. El fa servir com a punt d'arrancada d'un procés que, finalment, s'acaba inclinant cap al trasbals. Un altre d'aquests elements és el jardí, que representa un escenari on pot passar qualsevol cosa. Aquest fet és observable al conte El principi de la saviesa, on el narrador troba una mà al jardí de casa seva i, mentre en busca l'amo, se'ns expliquen moltes de les coses inversemblants que succeeixen en aquell jardí. Un objecte que apareix sovint en la literatura de Calders és el rellotge, que simbolitza la inutilitat de l'esforç humà per representar-se allò que és pura idea, un intent impossible de posar límits a allò que no en té: el temps. També hi apareixen sovint científics, investigadors o inventors immersos en empreses impossibles, que representen la ingenuïtat humana i l'esforç inútil per dominar la naturalesa. Finalment, un altre element molt present en la literatura de Calders són els crims. Els seus textos són plens de crims i assassinats que, a més a més, se solen cometre amb tota la naturalitat del món. Calders ho fa servir per subvertir les convencions morals i socials i, amb ajut de la ironia, per girar com un mitjó els tòpics morals sobre culpabilitat i innocència.

### Possibles influències
Quan s'analitza l'obra de Calders s'hi poden trobar similituds amb altres autors que podrien haver influït en Calders, tot i que ell mai en va arribar a confirmar cap. Per exemple, en la seva obra s'hi poden observar influències de l'humor i la ironia que mostrava el Grup de Sabadell, juntament amb el seu sentit crític de la burgesia. Dins de l'àmbit català, també s'ha dit que una possible influència seria el poeta Josep Carner. Calders va descobrir Carner quan era un adolescent llegint L'oreig entre les canyes i va quedar tan fascinat que va acabar llegint tota la seva obra. En els primers contes de Calders també s'hi aprecien influències de les obres de ciència-ficció de Jules Verne o H.G. Wells. Per exemple, dins del recull El primer arlequí, es pot llegir el conte La meva estada al centre de la Terra, on un escultor crea una reproducció gegant de la Terra i el protagonista hi entra per un dels pols, i que sembla una paròdia del famós Viatge al centre de la Terra de Verne. Pel que fa a H.G. Wells, podem trobar un exemple de la seva possible influència en Calders dins del llibre Invasió subtil i altres contes, on hi ha un conte titulat Un trau a l'infinit que tracta d'un científic que diu que ha descobert la quarta dimensió i que en alguns punts recorda la novel·la La màquina del temps.
Com que l'obra més popular de Calders són els seus contes, també s'ha parlat de possibles influències dins d'aquest àmbit. Una d'aquestes és la de literatura d'Edgar Allan Poe i els seus relats plens de misteri i imaginació. Igual que ell, Calders també intenta, en alguns dels seus contes, explorar fenòmens excepcionals, inexplicables i increïbles, però amb un estil menys fosc i ombrívol que el de Poe i, a diferència d'ell, Calders prefereix divertir el lector en comptes de desconcertar-lo o horroritzar-lo. Una altra de les influències més probables i importants és la de Massimo Bontempelli, l'introductor del realisme màgic a Itàlia, que és considerat un dels primers autors d'aquest moviment literari. És força probable que Calders hagués llegit l'autor italià abans de publicar els seus primers treballs, perquè l'any 1935 es va publicar una antologia amb contes seus en els Quaderns Literaris de l'editorial de Josep Janés, on un any més tard es va publicar el seu primer recull de contes i la seva primera novel·la. Un altre autor que apareix sovint quan es parla d'influències en Calders és Franz Kafka, perquè aquest també va seguir el realisme màgic i perquè tots dos en algunes de les seves narracions es qüestionen si és possible jutjar moralment els actes humans. En molts contes de Calders es fa referència a l'atzar o al destí, i ho fa servir com a element per qüestionar la capacitat de tria en l'ésser humà i, per tant, la manca de responsabilitat en els seus actes. El conte Coses de la providència, on el narrador de sobte es troba que a casa seva hi viu una altra gent que diuen que no el coneixen i, finalment, ho accepta com una cosa del destí, n'és un exemple. Altres autors de contes que es diu que podrien haver influït en l'obra de Calders i amb qui sovint se'l compara són l'italià Luigi Pirandello, el polonès Sławomir Mrozek i el francès Charles Nodier, entre d'altres.

## Fons personal
Després de la mort de Pere Calders, la seva filla Tessa va cedir part dels seus papers, escrits i documents a la Universitat Autònoma de Barcelona. El seu fill Joan, va entregar a la Universitat un bagul on creien que hi trobarien la novel·la perduda La cèl·lula, però només hi van trobar papers relacionats amb el seu pare Vicenç Caldés i Arús. La UAB en col·laboració amb l'Institut d'Estudis Catalans es va encarregar de completar aquest llegat amb escrits i dibuixos publicats en premsa i revistes.
Entre tot el material entregat a la UAB hi havia quatre llibres inacabats que posteriorment van ser publicats. La primera novel·la inacabada que es va publicar va ser La ciutat cansada. Calders la va escriure entre els anys 40 i 50 de manera intermitent i es creu que només en falten un o dos capítols per estar acabada. La novel·la la va publicar Edicions 62 el setembre de 2008. Aquell mateix any es va publicar dins de la revista Els Marges la novel·la inacabada L'amor de Joan, un text que Calders va escriure amb 18 anys. El 2009 la UAB en col·laboració amb l'IEC va publicar les altres dues novel·les titulades Sense anar tan lluny i La marxa cap al mar. La primera es creu que la va escriure entorn de 1966 i se'n conservaven 300 pàgines manuscrites, mentre que de la segona se'n conservaven 64 pàgines també manuscrites i es creu que va ser escrita a principis dels anys seixanta.
Pel que fa a la seva influència en altres autors, l'obra de Calders ha influït en alguns escriptors en llengua catalana, sobretot en aquells que escriuen contes. Un d'aquests és Quim Monzó, qui un cop va declarar haver descobert Pere Calders llegint el llibre Tots els contes quan tenia uns trenta anys, i que en va quedar totalment fascinat perquè no s'assemblava en res als autors de l'època que seguien un realisme estricte. Jesús Moncada ha reconegut el mestratge de Pere Calders en el seu estil a l'hora d'escriure, sobretot als primers contes. Moncada, de fet, havia treballat amb Calders a l'Editorial Montaner i Simón i el considerava un mestre. Calders, que va escriure el pròleg del seu primer recull de contes, va llegir els seus primers escrits i el va encoratjar a continuar escrivint. Un altre autor que també ha reconegut haver estat influït per l'obra de Calders és Joan Pinyol, qui es va estar cartejant amb Calders durant deu anys.

### Memorials

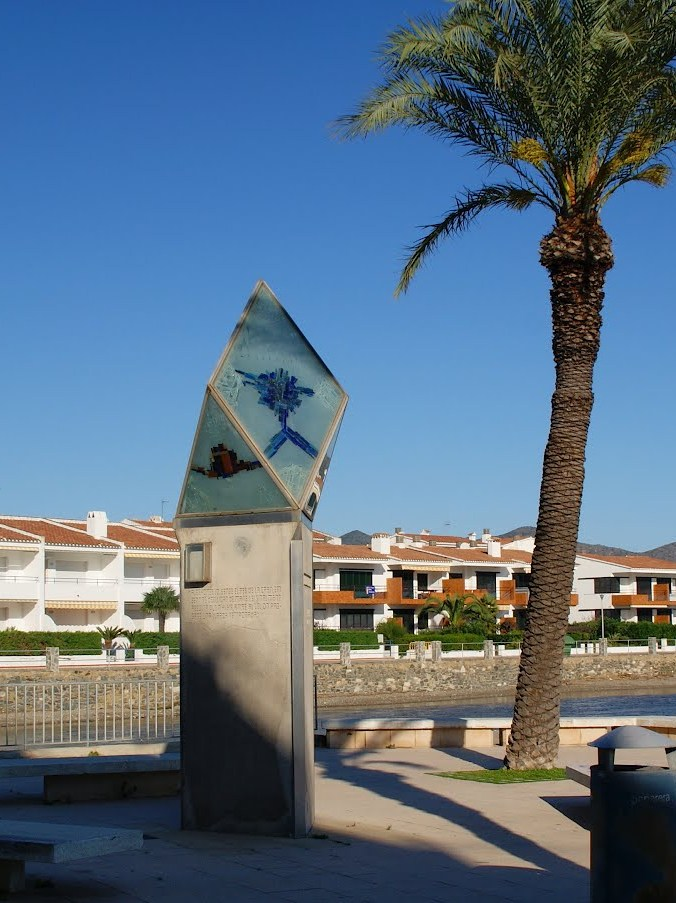
Monument erigit en memòria de Pere Calders al passeig marítim de Llançà.

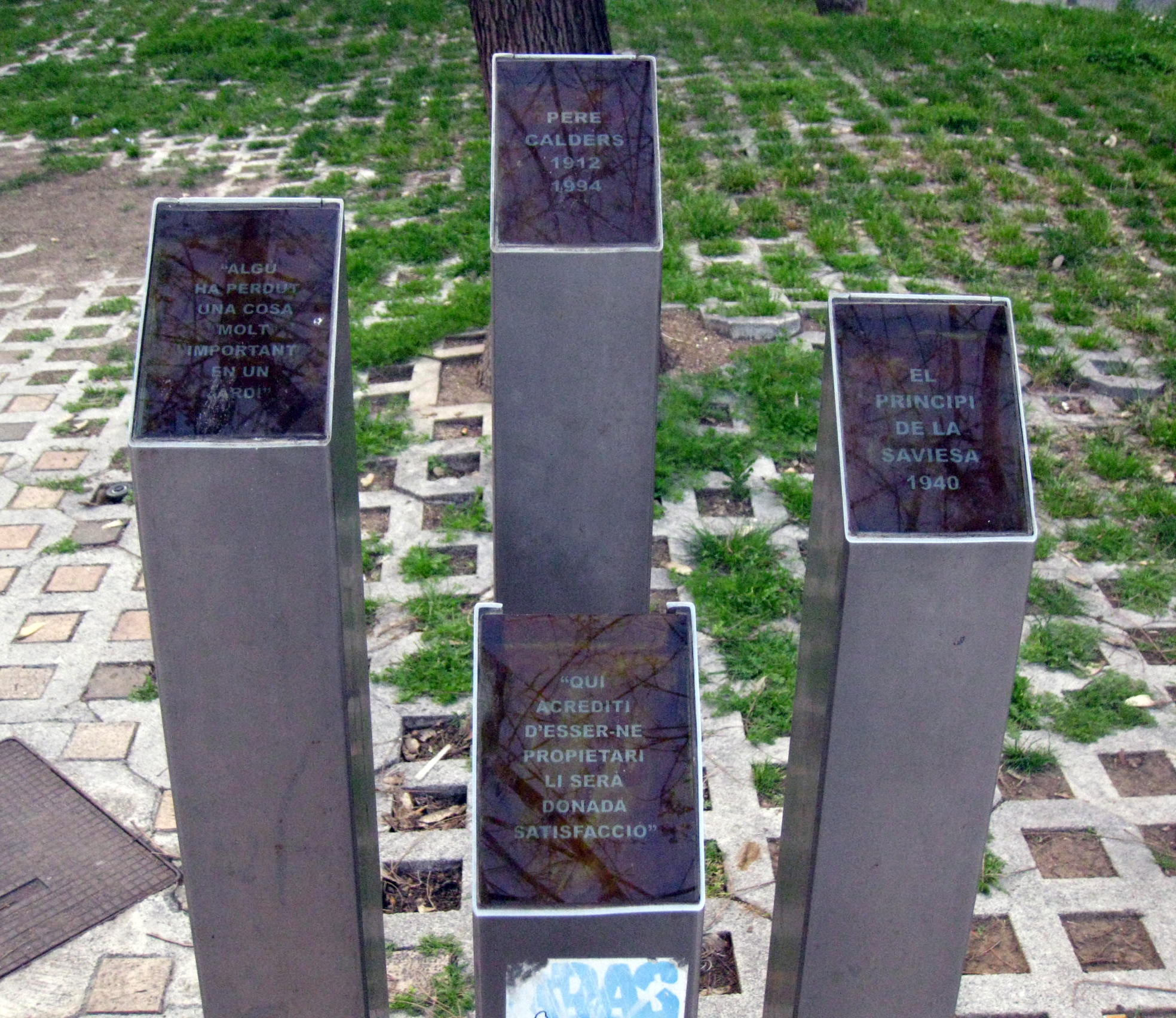
Monument a Pere Calders, a la Ronda del Mig, obra de Sara Pons (2004)

Nou mesos després de la mort de Calders, el día de Sant Jordi de 1995, es va erigir un monument en record seu al passeig marítim de Llançà, a prop de la casa on estiuejava, obra de l'escultor Domènec Fita i Molat. Les cendres del cos incinerat de Calders es van dipositar en aquest monument.
També es manté Calders en el record a través de carrers, places i passatges que duen el seu nom arreu de Catalunya, com per exemple a Molins de Rei, Sant Cugat del Vallès o Barcelona, on hi ha un passatge amb el seu nom al barri de Sant Antoni a prop d'on ell vivia. També hi ha escoles que van adoptar el seu nom, com ara l'IES que hi ha al campus UAB o el CEIP Pere Calders a Polinyà. L'any 2004 es va inaugurar un passeig que cobreix la ronda del Mig de Barcelona entre els carrers de l'Escorial i de Sardenya, dedicat a Pere Calders. Per urbanitzar el passeig, l'autor es va inspirar en el conte de Calders El principi de la saviesa i, entre altres coses, s'hi poden trobar alguns objectes cristal·litzats amagats com per exemple una mà, igual que en el conte.
Després de la mort de Calders, i aprofitant tot el material disponible al seu fons personal, s'han realitzat exposicions i conferències en memòria seva. Del 15 al 17 de novembre de l'any 2000 es va celebrar el I Simposi Internacional: Pere Calders, l'escriptor i el seu temps, que va reunir diversos experts en l'obra i vida de Calders. El 2012 se celebrarà una segona edició d'aquest simposi. L'any 2000 també es va realitzar una exposició al CCCB anomenada Calders. Els miralls de la ficció, on es recordava el seu món literari i s'explicava la seva biografia a través de fotografies i documents del seu fons personal.
L'any 2012 dotze cantants catalans van compondre un seguit de cançons basades en contes dels diferents reculls de Calders, que després va cantar Judit Neddermann en l'espectacle Cançons de la veritat oculta, un títol que fa referència a un dels llibres de Calders. L'espectacle es va presentar a l'Auditori el 24 de maig i posteriorment va fer una gira per Catalunya. Més tard es van enregistrar les cançons i es va publicar un llibre-disc amb les cançons de l'espectacle.

### Any Sales, Calders i Tísner 1912-2012
Durant l'any 2012 es va celebrar l'any Sales, Calders i Tísner per commemorar el centenari del naixement d'aquests tres escriptors barcelonins. La celebració d'aquest any va ser una iniciativa de l'Ajuntament de Barcelona i de la Generalitat de Catalunya. La majoria dels actes programats per aquest any literari es van produir a Barcelona, tot i que es van dur a terme activitats arreu de Catalunya. En total, es va recordar els tres escriptors amb un centenar d'activitats entre les quals hi havia taules rodones, exposicions, conferències i la creació d'un perfil a Facebook i Twitter per a cada escriptor. A més, pel que fa a Calders, es va organitzar una ruta literària pel barri de Sant Antoni per conèixer espais vinculats a la seva vida, es van representar dues obres de teatre basades en la seva obra i es va celebrar el II Simposi Internacional: Pere Calders i el seu temps, entre altres activitats.

## Premis i honors
Pere Calders va rebre els següents premis majors al llarg de la seva vida:
| Any  | Premi                                                         | Obra premiada                            |
| ---- | ------------------------------------------------------------- | ---------------------------------------- |
| 1942 | Premi Concepció Rabell                                        | Memòries especials                       |
| 1948 | Jocs Florals de la Llengua Catalana                           | La ratlla i el desig                     |
| 1954 | Premi Víctor Català                                           | Cròniques de la veritat oculta           |
| 1963 | Premi Sant Jordi de novel·la                                  | L'ombra de l'atzavara                    |
| 1969 | Premi Crítica Serra d'Or de contes                            | Tots els contes                          |
| 1979 | Premi Lletra d'Or                                             | Invasió subtil i altres contes           |
| 1979 | Premi Crítica Serra d'Or de contes                            | Invasió subtil i altres contes           |
| 1982 | Creu de Sant Jordi                                            | Trajectòria literària                    |
| 1982 | Premi Crítica Serra d'Or al millor llibre infantil il·lustrat | Raspall                                  |
| 1983 | Premis Literaris de la Generalitat de Catalunya               | Tot s'aprofita                           |
| 1984 | Premi Crítica Serra d'Or de narració                          | Tot s'aprofita                           |
| 1986 | Premi d'Honor de les Lletres Catalanes                        | Trajectòria literària                    |
| 1986 | Premi Crexells                                                | Gaeli i l'home déu                       |
| 1992 | Medalla d'Or al Mèrit Artístic de la Ciutat de Barcelona      | Trajectòria literària                    |
| 1992 | Doctor honoris causa per la Universitat Autònoma de Barcelona | Trajectòria literària                    |
| 1993 | Premi Nacional de Periodisme                                  | Sense carta de navegar publicat a l’Avui |
| 1995 | Premi Crítica Serra d'Or de prosa periodística                | Mesures, alarmes i prodigis              |

A més de tots aquests premis, Pere Calders va ser investit doctor honoris causa per la Universitat Autònoma de Barcelona l'any 1992.

## Obra

### Reculls de contes
- El primer arlequí. Barcelona: Quaderns Literaris, 1936.
- Unitats de xoc. Barcelona: Institució de les Lletres Catalanes, 1938.
- Memòries especials. 1942.
- La ratlla i el desig. Mèxic. 1947.
- Cròniques de la veritat oculta. Barcelona: Selecta, 1955.
- Gent de l'alta vall. Barcelona: Albertí, 1957.
- Demà a les tres de la matinada. Barcelona: Albertí, 1959.
- Invasió subtil i altres contes. Barcelona: Edicions 62, 1978.
- Antaviana, amb Dagoll Dagom. Barcelona: Edicions 62, 1979.
- Tot s'aprofita. Barcelona: Prometeo, 1981.
- Raspall. Barcelona: Hymsa, 1981.
- El sabeu, aquell? Barcelona: Casals, 1991
- De teves a meves: trenta-dos contes que acaben més o menys bé. Barcelona: Laia, 1984.
- Els nens voladors. Barcelona: Argos-Vergara, 1984.
- Tres per cinc, quinze. Barcelona: La Gaia Ciència, 1984.
- La cabra i altres narracions. Barcelona: Miquel Arimany, 1984.
- El desordre públic. Barcelona: Empúries, 1985.
- Un estrany al jardí. Barcelona: La Magrana, 1985.
- El barret fort i altres inèdits. Barcelona: Edicions 62, 1987.
- Dibuixos de guerra. Kalders i Tísner. Barcelona: La Campana, 1991.
- L'honor a la deriva. Barcelona: Cercle de Lectors, 1993.
- Mesures, alarmes i prodigis. Barcelona: Edicions 62, 1994.
- La lluna a casa i altres contes. Barcelona: Publicacions de l'Abadia de Montserrat, 1995.
- Tots els contes. Barcelona: Labutxaca, 2008.

### Novel·les
- La glòria del doctor Larén. Barcelona: Quaderns Literaris, 1936.
- Gaeli i l'home Déu (1937). Barcelona: Edicions 62, 1986
- L'ombra de l'atzavara. Barcelona: Selecta-Catalònia, 1964 (premi Sant Jordi, 1963). Aquesta novel·la és ambientada al submón de l'exili català a Mèxic durant el franquisme. Juga sovint amb el xoc cultural amb els naturals del país centreamericà i amb l'enyorança i penúries dels exiliats. Defineix uns retrats que revelen l'absurd de la condició humana amb un humor corrosiu personal que alguns classifiquen dins del realisme màgic. El protagonista és un català humil que treballa en una editorial (com el mateix Calders) i passa les estones lliures entre la segona família que per a ell és el Centre Català de Mèxic, i la seva dona, amb qui es fan la vida impossible.
- Ronda naval sota la boira. Barcelona: Selecta, 1966.
- Aquí descansa Nevares. Madrid: Alfaguara, 1967
- La ciutat cansada (inacabada). Barcelona: Edicions 62, 2008.
- L'amor de Joan (inacabada). Barcelona: Revista Els Marges, 2008.
- Sense anar tan lluny (inacabada). Bellaterra: Universitat Autònoma de Barcelona, 2009.
- La marxa cap al mar (inacabada). Bellaterra: Universitat Autònoma de Barcelona, 2009.

### Teatre
- Taula rodona (inacabada) Argentona: Voliana, 2015. (El llibre inclou La joia de ser catalans, de Víctor Alexandre, que es fusiona amb l'obra de Calders).

### Dibuixos
- Kalders i Tísner. Dibuixos de guerra, recull a cura de Lluís Solà i Dachs, Barcelona: La Campana, 1991.